# Bilhete de identidade (Cuba)
O Cartão de Identificação (Carné de Identidad) de Cuba, também conhecido como a Cédula de Identidade em alguns contextos, é um documento fundamental de reconhecimento emitido aos cidadãos cubanos uma vez que atingem a maioridade, que em Cuba é estabelecida aos 16 anos. Este documento é de caráter obrigatório para realizar uma série de atividades essenciais na vida cotidiana e se torna um símbolo da transição para a idade adulta e da plena participação na sociedade cubana.
O Cartão de Identidade cubano, frequentemente abreviado como CIC, desempenha um papel importante na identificação e documentação dos cidadãos cubanos, fornecendo informações essenciais sobre a identidade e nacionalidade do titular do cartão. Este documento é emitido pelo Registro de Imigração e Identificação, uma agência governamental responsável por manter o registro da população e gerenciar os processos relacionados à identificação civil.
Este documento substitui o Cartão de Menor (Tarjeta de menor), documento que os cidadãos cubanos possuíam durante a infância e adolescência, o qual é muito semelhante ao dos adultos desde sua última atualização. A transição da cédula de menor para a cédula de identidade marca uma fase importante na vida dos jovens cubanos, simbolizando sua entrada na idade adulta e a aquisição de direitos e responsabilidades adicionais. Além disso, os cartões de identidade tornaram-se uma ferramenta essencial para acessar serviços e participar de atividades legais e governamentais, como obter uma carteira de motorista, abrir uma conta bancária e se inscrever em instituições educacionais e universitárias, bem como votar em eleições.
Além disso, existe um Cartão de Identidade e Cartão de Menor para estrangeiros que optam por viver em Cuba, seja temporariamente ou permanentemente, o qual custa 250 Pesos cubanos.
O processo de solicitação e emissão do cartão de identidade inclui a apresentação de documentos que verifiquem a identidade do requerente e sua cidadania cubana, bem como a coleta de impressões digitais e a captura de uma fotografia recente. É importante destacar que este documento contém informações relevantes, como o nome completo do titular, data de nascimento, número de identificação e uma fotografia atualizada, facilitando a verificação de identidade em diversos casos.

## Galeria

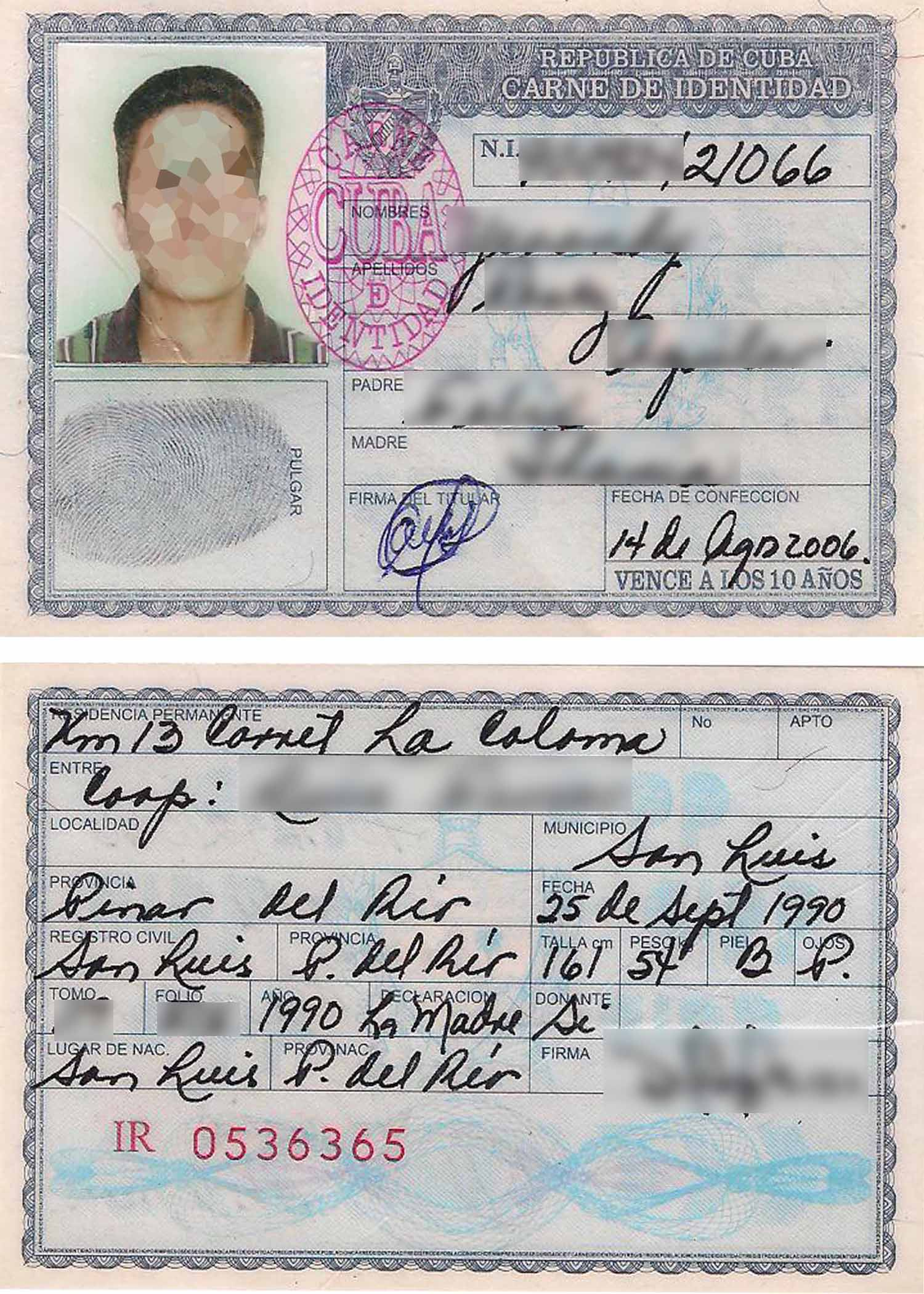
Cartão de Identificação Antiga
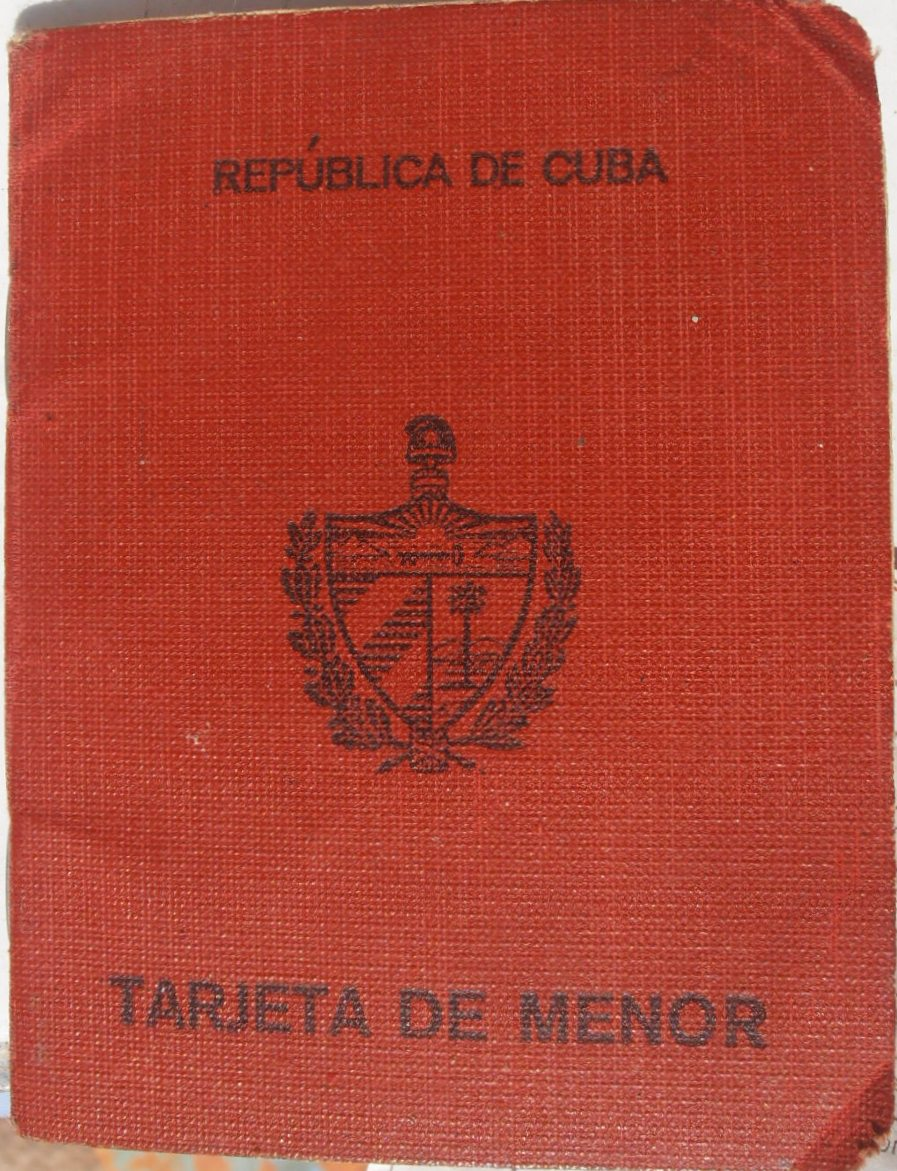
Antiga cartão menor cubana